# 본질주의 (교육)
본질주의 교육사상(本質主義敎育思想)은 사회의 전통적 문화내용 가운데 본질적인 지식·법칙·기능을 발견하여 다음 세대에 전달하는 것을 중시하는 교육사상이다.
진보주의가 아동중심 교육으로 치우치는 데 대해 절충적 입장을 취하고 있다. 교육내용으로는 개인적 경험보다 민족적 경험이 포함된 전통적 교과과정을 중시한다.
교육방법으로는 진보주의와는 대조적으로
1. 이해보다는 습득을,
2. 학생의 자율적 학습보다는 교사의 지도를,
3. 자유보다는 훈련을,
4. 학생의 일시적 흥미보다는 노력을 강조한다.

대표적 이론가로는 배글리(W. C. Bagley)와 혼(H. H. Horne) 등이 있다.

## 사상가
- 윌리엄 챈들러 배글리

## 같이 보기
- 본질주의
- 교육사상